# Pyreneisk mastiff
För andra betydelser, se Mastiff (olika betydelser).
Pyreneisk mastiff är en hundras från Pyrenéerna i Spanien.

## Historia
Rasens ursprungliga utbredningsområde var de spanska regionerna Aragonien och Navarra. Den visades på hundutställning första gången 1890 i Madrid. På 1940-talet utrotades den lokala vargstammen och behovet av boskapsvaktande hundar minskade. 1946 skrevs en rasstandard som skilde rasen från mastin español. Men det var inte förrän på 1970-talet som en inventering av återstående individer gjordes. Den spanska rasklubben bildades 1977.

## Egenskaper
Den är en boskapsvaktare (bergshund) av molossertyp med uppgift att skydda får och getter mot rovdjur, främst mot varg och björn. Rasen skall vara vänlig, intelligent, trogen, pålitlig, tillgiven, robust, bra med barn, och ha kraft. Rasen vaktar alltid sin familj, och är en bra sällskapshund.

## Utseende
Den pyreneiska mastiffen är grövre och tyngre byggd än den franska pyrenéerhunden.